# Никольское (Краснокамский район)
Никольское (баш. Никольск) — село в Краснокамском районе Республики Башкортостан Российской Федерации. Административный центр Никольского сельсовета.

## География

### Географическое положение
Расстояние до:
- районного центра (Николо-Берёзовка): 31 км,
- ближайшей ж/д станции (Карманово): 15 км.

## Население
| 2002 | 2009 | 2010 |
| ---- | ---- | ---- |
| 416  | ↗572 | ↘496 |

## Религия
В селе есть православная Троицкая церковь.